# Калифорния (улица в Сан Франциско)
Вижте пояснителната страница за други значения на Калифорния.
Улица „Калифорния“ (на английски: California Street) e основна улица в Сан Франциско. Улица „Калифорния“ е с източно-западна насоченост. Започва на изток от ул. „Дръм“ (Drumm St.) в близост до ул. „Маркет“ и „Ембаркадеро“ и преминава през целия град като достига до Линкълн парк (Lincoln Park) назапад. Пресича се с някои основни пътища в Сан Франциско като например Ван Нес авеню. В централната част на Сан Франциско е доста стръмна. В отсечка на ул. „Калифорния“ се движи линия на един от символите на Сан Франциско, кабелен трамвай на МЮНИ.